# Antonio Caggiano

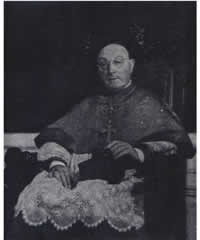
Antonio Kardinal Caggiano

Kardinalswappen

Antonio Kardinal Caggiano (* 30. Januar 1889 in Coronda, Argentinien; † 23. Oktober 1979 in Buenos Aires) war Erzbischof von Buenos Aires.

## Leben
Antonio Caggiano erhielt seine philosophische und theologische Ausbildung im Priesterseminar von Santa Fe. Er empfing am 23. März 1912 das Sakrament der Priesterweihe und arbeitete anschließend einige Monate als Gemeindeseelsorger. Von 1913 bis 1931 war er als Dozent in der Priesterausbildung des Bistums Santa Fe sowie als Seelsorger der Katholischen Aktion tätig.
In den Jahren 1933 und 1934 versah Antonio Caggiano das Amt des Generalvikars beim Militärordinariat.
Am 13. September 1934 ernannte ihn Papst Pius XI. zum Bischof von Rosario. Die Bischofsweihe empfing er am 17. März 1935 durch Erzbischof Filippo Cortesi, den Apostolischen Nuntius in Argentinien.
Am 18. Februar 1946 nahm ihn Papst Pius XII. als Kardinalpriester mit der Titelkirche San Lorenzo in Panisperna in das Kardinalskollegium auf. 1955 nahm an der ersten Generalkonferenz der lateinamerikanischen Bischöfe in Rio de Janeiro teil. Nach dem Tod Pius’ XII. nahm Kardinal Caggiano am Konklave 1958 teil.
Papst Johannes XXIII. ernannte Antonio Kardinal Caggiano am 15. August 1959 zum Erzbischof von Buenos Aires. Gleichzeitig wurde er zum Militärbischof von Argentinien und zum Bischof für die byzantinischen Gläubigen in Argentinien ernannt. Die Amtseinführung in Buenos Aires fand am 25. Oktober desselben Jahres statt.
Antonio Kardinal Caggiano nahm in den Jahren 1962 bis 1965 am Zweiten Vatikanischen Konzil sowie am Konklave 1963 teil. Er vertrat den Papst bei mehreren Feierlichkeiten als päpstlicher Legat.
Am 21. April 1975 nahm Papst Paul VI. seinen Rücktritt als Erzbischof von Buenos Aires und Ordinarius für die byzantinischen Gläubigen an. Am 7. Juli desselben Jahres wurde auch sein Rücktritt als Militärbischof angenommen.
Da durch das Motu proprio Romano Pontifici Eligendo Pauls VI. alle über 80-jährigen Kardinäle das Wahlrecht bei einem Konklave verloren, nahm er auch nicht an den beiden Konklaven von 1978 teil. Am 17. Dezember 1978 wurde er als dienstältester Kardinalpriester Kardinalprotopriester. Antonio Kardinal Caggiano starb am 23. Oktober 1979 in Buenos Aires und wurde in der dortigen Kathedrale bestattet.

## Äußerungen
Am 23. Dezember 1960 äußerte sich Antonio Caggiano in der argentinischen Zeitung La Razón über die Geschehnisse des Prozesses gegen Adolf Eichmann, der vor seiner Verhaftung im Mai 1960 mehrere Jahre unbehelligt unter falscher Identität in Argentinien lebte: „Er ist in unser Vaterland gekommen, um Vergebung und Vergessen zu suchen. Es spielt keine Rolle, welches sein Name ist, Ricardo Klement [Tarnname Eichmanns] oder Adolf Eichmann, unsere Christenpflicht ist, ihm zu vergeben, was er getan hat.“ (Antonio Caggiano)

## Ehrungen
- 1961: Großkreuz des Verdienstordens der Italienischen Republik